# Onconida modica
Onconida modica is een tienpotigensoort uit de familie van de Munididae. De wetenschappelijke naam van de soort is voor het eerst geldig gepubliceerd in 1996 door Baba & de Saint Laurent.